# Station Bath Spa
Bath Spa is een spoorwegstation aan de Great Western Main Line in Engeland. Het station, gebouwd door Isambard Kingdom Brunel, is Grade II* listed

## Afbeeldingen

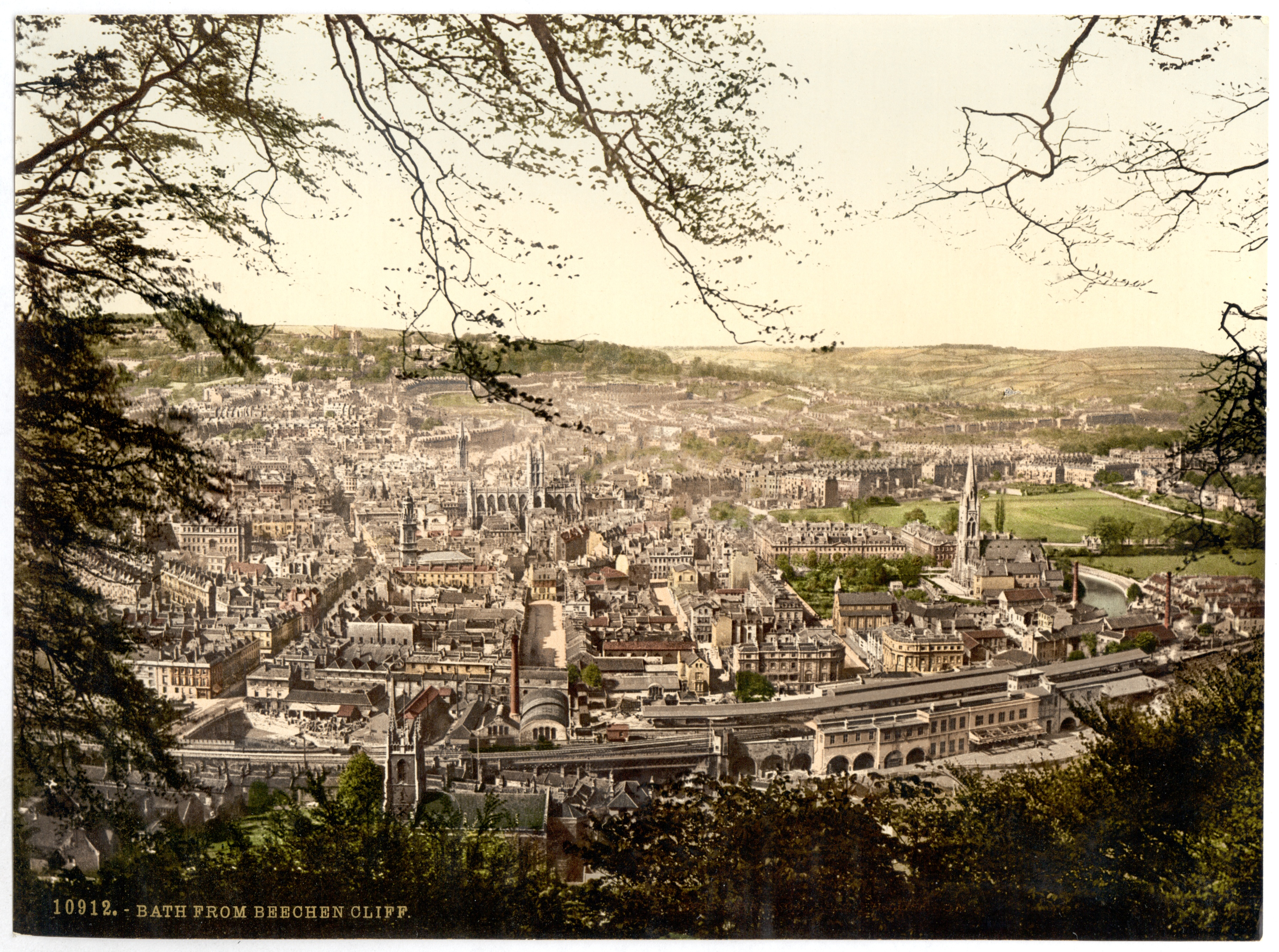
Gezicht op het station, circa 1900
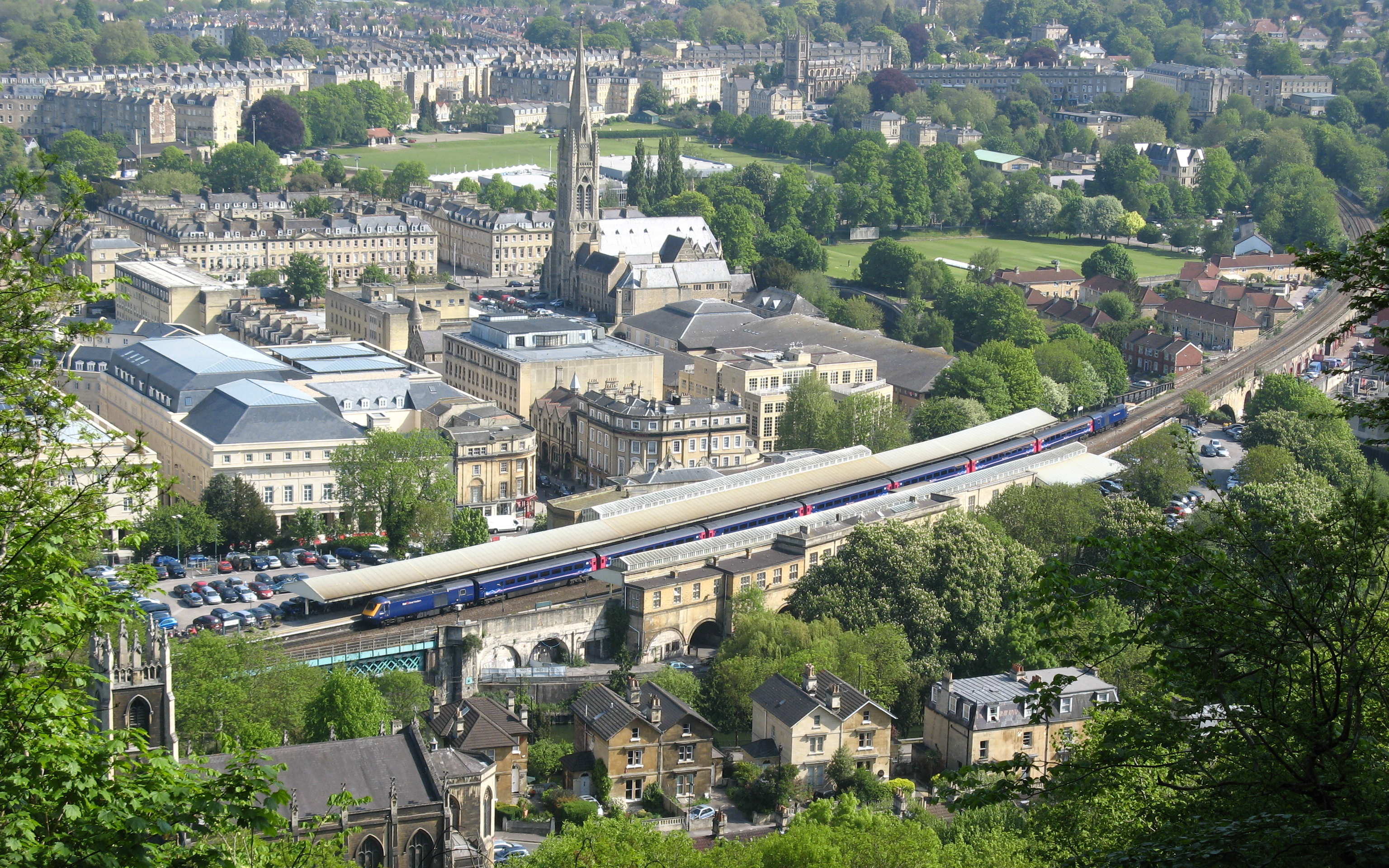
Idem, 2010